# Chironomus vernus
Chironomus vernus är en tvåvingeart som först beskrevs av Miegen 1818.  Chironomus vernus ingår i släktet Chironomus och familjen fjädermyggor.
Artens utbredningsområde är Tyskland. Inga underarter finns listade i Catalogue of Life.